# Лобос, Абрахам
Абрахам Лобос (исп. Abraham Lobos, даты жизни неизвестны) — уругвайский футболист, полузащитник, чемпион Южной Америки 1926 года в составе сборной Уругвая.

## Биография
За свою карьеру Лобос сменил более 20 уругвайских клубов. На момент проведения чемпионата Южной Америки 1926 года Лобос на клубном уровне выступал за «Лито». Известно, что он играл за «Колон Монтевидео» и «Суд Америка». В 1931 году он стал чемпионом Уругвая с «Монтевидео Уондерерс». Завершил карьеру в 1942 году, будучи игроком «Сан-Карлоса» из второго дивизиона.
Лобос был игроком сборной Уругвая. Он был в составе команды на чемпионате Южной Америки в Чили в 1926 году, где Уругвай выиграл чемпионский титул. Однако, он не играл в ходе турнира. 15 мая 1932 и 5 февраля 1933 года он участвовал в матчах против Аргентины (поражения 2:0 и 4:1 соответственно). Кроме того, он представлял свою страну на Кубке Рио-Бранко 1932 года против Бразилии (поражение 2:1).

## Достижения
- Чемпион Уругвая (1): 1931
- Чемпион Южной Америки (1): 1926